# Formuła BMW

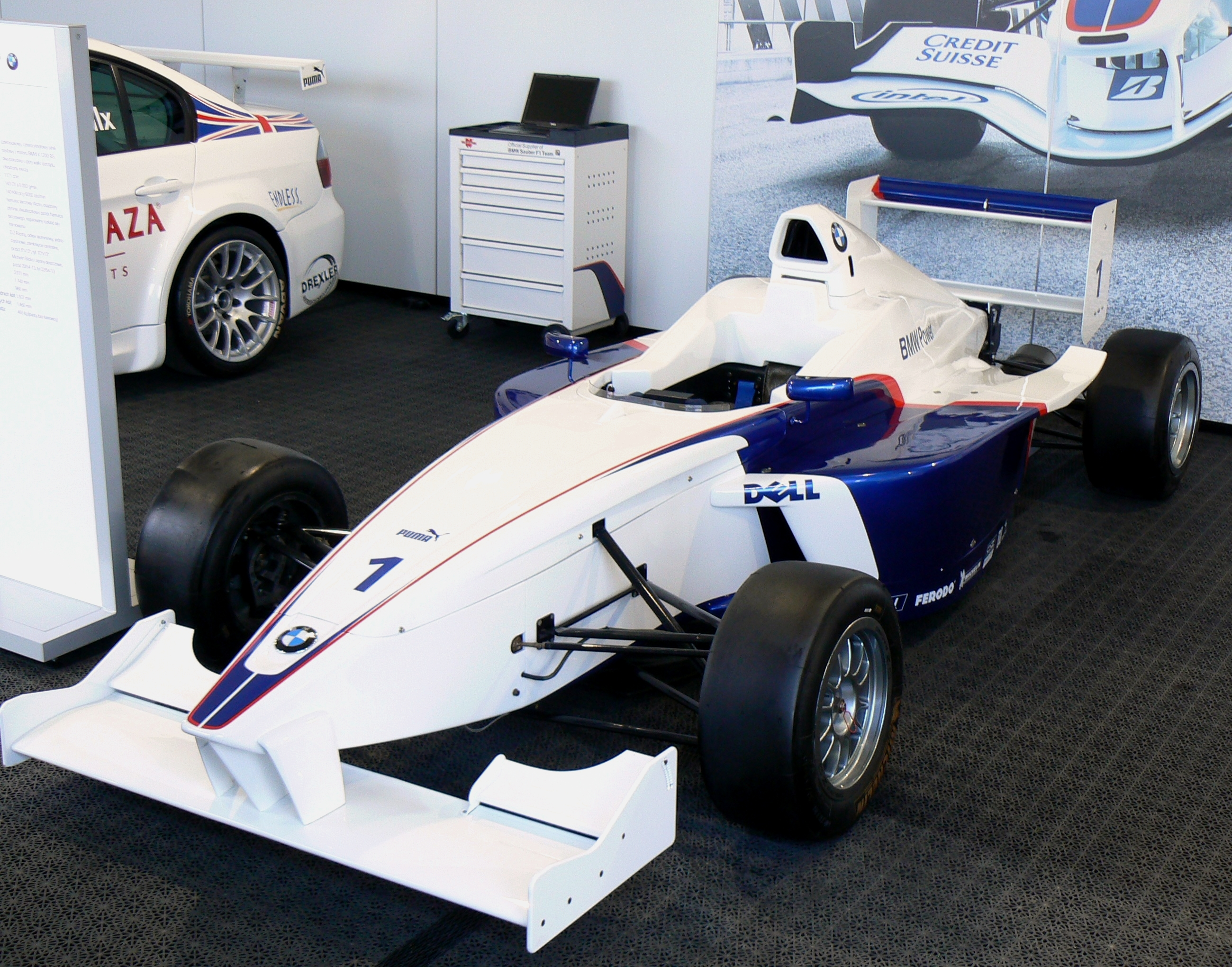
Samochód Formuły BMW konstrukcji Mygale

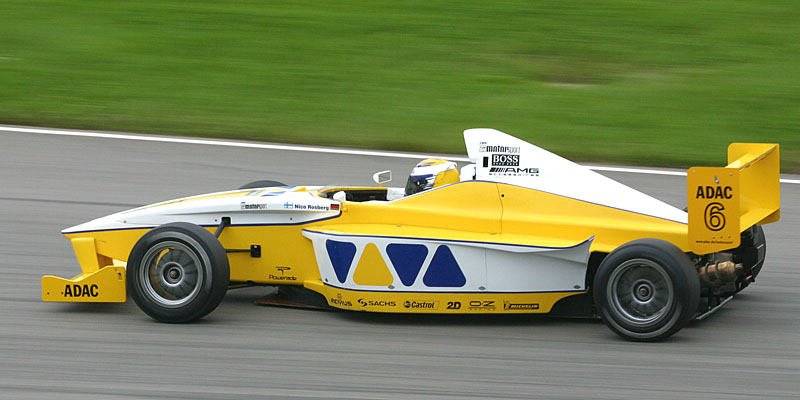
Nico Rosberg – mistrz niemieckiej Formuły BMW w 2002 roku

Formuła BMW – juniorska seria wyścigowa samochodów jednomiejscowych.
Dla wielu kierowców jest pierwszym krokiem po kartingu do kariery w wyścigach tego typu.
Niemieckie mistrzostwa Formuły BMW ADAC rozgrywano w latach 1998-2007, a mistrzami tej serii zostali późniejsi kierowcy Formuły 1: Timo Glock, Nico Rosberg, Sebastian Vettel i Nico Hülkenberg. Mistrzem był również André Lotterer, który w 2010 roku ukończył wyścig Le Mans 24h na 2. miejscu, a w roku 2011 zwyciężył w tym wyścigu.
W 2003 roku powstała Formuła BMW Azja, a następnie Amerykańska i Brytyjska.
W 2008 roku Formułę BMW przekształcono na zawody o charakterze międzynarodowym i podzielono na trzy strefy: Europa, Azja i (obie) Ameryki (do 2009 roku).
W latach 2011–2013 w ramach Formuły BMW organizowana była jedna seria wyścigowa – Formuła BMW Talent Cup.
Zawodnikami były osoby, które miały co najmniej 15 lat i nie startowały w międzynarodowych zawodach wyższych niż zawody kartingowe. Nie mogą posiadać licencji wyścigowej wyższej niż C.

## Plan weekendu wyścigowego
Każdy weekend wyścigowy rozpoczyna się 40 minutową sesją treningową. Każdy wyścig poprzedzony jest 20 minutową sesją kwalifikacyjną podczas której zawodnicy muszą ustanowić czas nie gorszy niż 130% najlepszego czasu by móc wystartować w wyścigu. Każdy wyścig odbywa się na dystansie 60km i może trwać maksymalnie 30 minut. Jeżeli będzie trwać dłużej to wyścig kończy się na okrążeniu, podczas którego osiągnięto maksymalny czas. Pełne punkty przyznawane są jeżeli przebyto 75% dystansu, połowa punktów przyznawana jest jeżeli kierowcy przejechali co najmniej 50% dystansu.
W innym przypadku wyścig może zostać rozegrany ponownie gdy jest to możliwe. Punkty przyznawane są dla 10 kierowców na mecie:
| Pozycja | 1  | 2  | 3  | 4  | 5 | 6 | 7 | 8 | 9 | 10 |
| Punkty  | 20 | 15 | 12 | 10 | 8 | 6 | 4 | 3 | 2 | 1  |
| ------- | -- | -- | -- | -- | - | - | - | - | - | -- |

## Mistrzowie Formuły BMW
| Sezon | Formuła BMW ADAC   | JK Racing Asia Series | Formuła BMW USA  | Formuła BMW UK  |
| ----- | ------------------ | --------------------- | ---------------- | --------------- |
| 1998  | Stefan Mücke       | x                     | x                | x               |
| 1999  | André Lotterer     | x                     | x                | x               |
| 2000  | Hannes Lachinger   | x                     | x                | x               |
| 2001  | Timo Glock         | x                     | x                | x               |
| 2002  | Nico Rosberg       | x                     | x                | x               |
| 2003  | Maximilian Götz    | Ho-Pin Tung           | x                | x               |
| 2004  | Sebastian Vettel   | Marchy Lee            | Andreas Wirth    | Tim Bridgman    |
| 2005  | Nico Hülkenberg    | Salman Al Khalifa     | Richard Philippe | Dean Smith      |
| 2006  | Christian Vietoris | Earl Bamber           | Robert Wickens   | Niall Breen     |
| 2007  | Jens Klingmann     | Jazeman Jaafar        | Daniel Morad     | Marcus Ericsson |

| Sezon | Formuła BMW Europa | Formuła BMW Pacyfik | Formuła BMW Ameryki |
| ----- | ------------------ | ------------------- | ------------------- |
| 2008  | Esteban Gutiérrez  | Ross Jamison        | Alexander Rossi     |
| 2009  | Felipe Nasr        | Rio Haryanto        | Gabriel Chaves      |
| 2010  | Robin Frijns       |                     | x                   |

| Sezon | Formuła BMW Talent Cup |
| ----- | ---------------------- |
| 2011  | Stefan Wackerbauer     |
| 2012  | Marvin Dienst          |
| 2013  | Robin Hansson          |

## Mistrzowskie zespoły Formuły BMW
| Sezon | Formuła BMW ADAC         | JK Racing Asia Series | Formuła BMW USA           | Formuła BMW UK      |
| ----- | ------------------------ | --------------------- | ------------------------- | ------------------- |
| 1998  | Mücke Motorsport         | x                     | x                         | x                   |
| 1999  | BMW Rookie Team          | x                     | x                         | x                   |
| 2000  | BMW Rookie Team          | x                     | x                         | x                   |
| 2001  | BMW Rookie Team          | x                     | x                         | x                   |
| 2002  | VIVA Racing/Team Rosberg | x                     | x                         | x                   |
| 2003  | ADAC Berlin-Brandenburg  | Team Meritus          | x                         | x                   |
| 2004  | ADAC Berlin-Brandenburg  | Team Meritus          | HBR/Powerslide Motorsport | Zgłoszenie prywatne |
| 2005  | Josef Kaufmann Racing    | Team E-Rain           | Team Autotecnica          | Nexa Racing         |
| 2006  | Josef Kaufmann Racing    | Team Meritus          | EuroInternational         | Fortec Motorsport   |
| 2007  | Eifelland Racing         | CIMB Qi-Meritus       | EuroInternational         | Fortec Motorsport   |

| Sezon | Formuła BMW Europa    | Formuła BMW Pacyfik      | Formuła BMW Ameryki |
| ----- | --------------------- | ------------------------ | ------------------- |
| 2008  | Josef Kaufmann Racing | Team Meritus             | EuroInternational   |
| 2009  | EuroInternational     | Questnet Team Qi-Meritus | EuroInternational   |
| 2010  | Josef Kaufmann Racing |                          | x                   |